# Fractura de la base del crani
Una fractura basilar del crani o fractura de la base del crani és una fractura d'un os a la base de la crani. Aquesta fractura pot mostrar hematomes darrere de les orelles, els ulls, o sang darrere del timpà. Una fuita de líquid cefalorraquidi (LCR) es produeix en aproximadament el 20% dels casos i pot provocar fuites de líquid pel nas o l'orella. La meningitis és una complicació en aproximadament el 14% dels casos. Altres complicacions inclouen lesions d'un nervi cranial o dels vasos sanguinis.
Normalment requereixen un grau important de traumatisme. La ruptura és d'almenys un dels ossos següents: temporal, occipital, esfenoide, frontal o etmoide. Es divideixen en fractures de la fossa anterior, mitjana i fossa posterior. Sovint també es produeixen fractures facials. Normalment, el diagnòstic [acurat] es fa mitjançant tomografia computada.
El tractament es basa generalment en les lesions produïdes en les estructures del cap. Es pot fer una cirurgia per una fuita de LCR que no s'atura o per una lesió d'un vas sanguini o d'un nervi. Els antibiòtics preventius són d'ús poc clar. Es produeix en aproximadament el 12% de les persones amb un traumatisme cranioencefàlic sever.